# Janne Niinimaa
Janne Henrik Niinimaa, född 22 maj 1975 i Brahestad, Finland, är en finländsk före detta back i ishockey som spelade över 700 matcher i NHL samt blev världsmästare samt olympisk bronsmedaljör med Finlands landslag.
Spelade säsongen 2010–11 i Luleå Hockey, han anslöt i slutet av oktober och spelade under ett så kallat artistkontrakt.
Niinimaa spelade för NHL-lagen Philadelphia Flyers, Edmonton Oilers, New York Islanders, Dallas Stars och Montreal Canadiens. Säsongen 2007–08 spelade han för HC Davos. Inför säsongen 2009–10 blev han klar för HV71 i Elitserien.
Den 10 februari 2014 meddelade Niinimaa officiellt att han avslutar sin karriär som spelare.